# 遭難自動通報局
遭難自動通報局（そうなんじどうつうほうきょく）は、無線局の種別の一つである。

## 定義
総務省令電波法施行規則第4条第1項第10号に「遭難自動通報設備のみを使用して無線通信業務を行なう無線局」と定義している。 
この遭難自動通報設備とは、第2条第1項において
- 「携帯用位置指示無線標識」を第37号の7に「人工衛星局の中継により、及び航空機局に対して、電波の送信の地点を探知させるための信号を送信する遭難自動通報設備であつて、携帯して使用するもの」
- 「衛星非常用位置指示無線標識」を第38号に「遭難自動通報設備であつて、船舶が遭難した場合に、人工衛星局の中継により、及び航空機局に対して、当該遭難自動通報設備の送信の地点を探知させるための信号を送信するもの」
- 「捜索救助用レーダートランスポンダ」を第39号に「遭難自動通報設備であつて、船舶が遭難した場合に、レーダーから発射された電波を受信したとき、それに応答して電波を発射し、当該レーダーの指示器上にその位置を表示させるもの」
- 「捜索救助用位置指示送信装置」を第39号の2に「遭難自動通報設備であつて、船舶が遭難した場合に、船舶自動識別装置又は簡易型船舶自動識別装置の指示器上にその位置を表示させるための情報を送信するもの」

と定義している。
引用の送り仮名、促音の表記は原文ママ

## 概要
従前は船舶に搭載する遭難自動通報設備、すなわち非常用位置指示無線標識装置（EPIRB）及び捜索救助用レーダートランスポンダ（SART）として免許されてきた。
個人用の携帯用位置指示無線標識（PLB）のニーズが高まったことにより、遭難自動通報設備に追加された。
移動局の一種でもある。
定義に見る通り、EPIRB又はSARTのいずれか又は両者は、これらを搭載する船舶に免許される。
- その他の無線設備をあわせて搭載する船舶は船舶局又は無線航行移動局として免許される。

搭載するのは小形の内航船舶が主である。
変わったものとしては、陸上に常備する津波救命艇

がある。
船舶の無線局でもある。（免許も参照）
一方、PLBは個人に免許される。免許申請にあたっては申請者以外の連絡先を2ヶ所以上要する。

## 免許
無線局の免許人として外国籍の者が原則として排除されることは、電波法第5条第1項に欠格事由として規定されているが、例外として第2項に
- 第3号　船舶の無線局（船舶に開設する無線局のうち、電気通信業務（電気通信事業法 （昭和59年法律第86号）第2条第6号の電気通信業務をいう。以下同じ。）を行うことを目的とするもの以外のもの（実験等無線局及びアマチュア無線局を除く。）をいう。以下同じ。）であつて、船舶安全法 （昭和8年法律第11号）第29条の7に規定する船舶に開設するもの

引用の促音の表記は原文ママ
があり、遭難自動通報設備は電気通信業務用ではないので外国人や外国の会社・団体でも遭難自動通報局を開設できる。
種別コードはDS。有効期間は免許の日から5年間。
EPIRB及びSARTは無線機器型式検定規則による「検定合格機器」、PLBは特定無線設備の技術基準適合証明等に関する規則による適合表示無線設備でなければならない。
無線局免許手続規則第2章第1節の2に規定する簡易な免許手続により予備免許や落成検査も無く免許される。
- 自衛隊の艦船については、自衛隊法第112条第1項により免許を要しない。総務省の無線局数統計にも含まれない。

用途
局数の推移に見る通り、一部を除き救難用である。
周波数
- EPIRB、PLBは、406.025MHz、406.028MHz、406.037MHz及び406.04MHzのいずれか[3]が必須で航空機ホーミング用の121.5MHz[4]を付加したものもある。
- SARTは9350MHz[5]である。

無線局免許状の備付け
電波法施行規則第38条第1項により無線局免許状は無線局に備え付けるものとされるが、同条第3項によりPLBのみのものについては常置場所に備え付ければよい。
表示
検定合格機器には検定マークとEPIRB及びSARTを表す記号の表示を要する。
EPIRB及びSARTを表す記号は、検定番号および機器の型式名の1-2字目にあり、種別毎に次のとおりである。
| 種類  | 記号     |
| ----- | -------- |
| EPIRB | SE又はSS |
| SART  | LT       |

適合表示無線設備には技適マークと技術基準適合証明番号又は工事設計認証番号の表示を要する。
PLBを表す記号は、技術基準適合証明番号の4-5字目のTIである。
従前は工事設計認証番号にも表示を要した。
技適マーク#沿革を参照。

### 旧技術基準の機器の使用
無線設備規則のスプリアス発射等の強度の許容値に関する技術基準改正

により、旧技術基準に基づく無線設備が免許されるのは「平成29年11月30日」まで
、
使用は「平成34年11月30日」まで

とされた。
対象となるのは、EPIRB又はSARTで、
- 「平成17年11月30日」[11]までに検定合格
- 経過措置として、旧技術基準により「平成19年11月30日」までに検定合格[12]

したものである。
新規免許は「平成29年12月1日」以降できないが、使用期限はコロナ禍により「当分の間」延期された。
但し、検定合格機器は設置が継続される限り検定合格の効力は有効とされるので、既設局では設置され続ける限り再免許可能。
無線局#旧技術基準の機器の使用も参照。

## 運用
無線局運用規則第3章 海上移動業務、海上移動衛星業務及び海上無線航行業務の無線局の運用による。
機能試験
無線局運用規則第8条の2および電波法施行規則第38条の4により、EPIRB及びSARTについては1年以内の期間ごとに、告示

に規定する方法により機能試験をして、結果を2年間保存することが義務付けられている。
これは、他の種別の局にあっても同様である。

## 操作
電波法施行規則第33条の無線従事者を要しない「簡易な操作」の第8号に「その他に別に告示するもの」があり、これに基づく告示

に遭難自動通報設備があり、無資格で使用できる。

## 検査
- 落成検査は、上述の通り簡易な免許手続が適用され行われない。
- 定期検査は、電波法施行規則第41条の2の6第9号により、PLBのみのものを除き行われる。周期は別表第5号第11号により次の通り。

(1) 船舶安全法により遭難自動通報設備の備付けを要する船舶に開設するもの 2年
(2) (1)に該当しないもの　船舶安全法により遭難自動通報設備の備付けを要する船舶に開設するもの 5年
一部を除き登録検査等事業者等による検査が可能で、この結果に基づき検査が省略される。
- 変更検査は、落成検査と同様である。
- 自衛隊の艦船については、自衛隊法第112条第1項により電波法の検査に関する規定が除外される。

## 沿革
1960年（昭和35年） - 電波法施行規則に定義、遭難自動通報設備も「A1電波2,091kcを使用し、船舶が重大且つ急迫な危険に陥つた場合に即時の救助を求める通報を自動的に送信する無線設備」と定義、検定合格機器によるので簡易な免許手続の対象に
1961年（昭和36年） - 遭難自動通報設備が「A1電波2,091kc又はA2電波若しくはA2H電波2,182kcを使用し、船舶が重大且つ急迫な危険に陥つた場合に即時の救助を求める通報を自動的に送信する無線設備」と定義変更
1964年（昭和39年） - 遭難自動通報設備のみの局は無線業務日誌の備付けが不要に
- 以後、遭難自動通報設備の変更があっても同様とされた。

1972年（昭和47年）- 遭難自動通報設備は「A1電波2,091kHz又はA2電波若しくはA2H電波2,182kHzを使用し、船舶が重大且つ急迫な危険に陥つた場合に即時の救助を求める通報を自動的に送信する無線設備」と定義変更
1983年（昭和58年）- 遭難自動通報設備は「A1A電波2,091kHz又はA2A電波若しくはH2A電波2,182kHzを使用し、船舶が重大且つ急迫な危険に陥つた場合に即時の救助を求める通報を自動的に送信する無線設備」と定義変更
1991年（平成3年）- 遭難自動通報設備にかえて「非常用位置指示無線標識」が「遭難自動通報設備であつて、A1A電波2,091kHz又はA2A電波若しくはH2A電波2,182kHzを使用し、船舶が遭難した場合に、遭難自動通報設備の送信の地点を探知させるための信号を送信させる無線設備」と定義、「衛星非常用位置指示無線標識」が「遭難自動通報設備であつて、船舶が遭難した場合に、人工衛星局の中継により、当該遭難自動通報設備の送信の地点を探知させるための信号を送信するもの」として、「捜索救助用レーダートランスポンダ」が定義、すべて検定合格機器によるので簡易な免許手続の対象に
引用の促音の表記は原文ママ
1993年（平成5年）- 電波利用料制度化、料額の変遷は下表参照
1999年（平成11年）
- 非常用位置指示無線標識が削除[27]
- 船舶の無線局が規定され、外国籍の者が一部の船舶に遭難自動通報局を開設できることに[28]

2006年（平成18年）- 衛星非常用位置指示無線標識の定義が現行のものに
2010年（平成22年）- 捜索救助用位置指示送信装置が定義、検定合格機器によるので簡易な免許手続の対象に
2015年（平成27年）- 携帯用位置指示無線標識が定義、適合表示無線設備によるので簡易な免許手続の対象に
2018年（平成30年）- 携帯用位置指示無線標識のみのものの無線局免許状は常置場所に備え付ければよいことに
2022年（令和4年）- 船舶の無線局の規定が現行のものとなり、外国籍の者が船舶に遭難自動通報局を開設できることに
| 年度                                                      | 総数  | 救難  | 出典                 | 出典                           |
| --------------------------------------------------------- | ----- | ----- | -------------------- | ------------------------------ |
| 平成11年度末                                              | 132   | 129   | 地域・局種別無線局数 | 平成11年度第4四半期末          |
| 平成12年度末                                              | 127   | 125   | 地域・局種別無線局数 | 平成12年度第4四半期末          |
| 平成13年度末                                              | 122   | 121   | 用途別無線局数       | H13 用途・業務・免許人・局種別 |
| 平成14年度末                                              | 115   | 115   | 用途別無線局数       | H14 用途・局種別無線局数       |
| 平成15年度末                                              | 101   | 100   | 用途別無線局数       | H15 用途・局種別無線局数       |
| 平成16年度末                                              | 101   | 100   | 用途別無線局数       | H16 用途・局種別無線局数       |
| 平成17年度末                                              | 102   | 102   | 用途別無線局数       | H17 用途・局種別無線局数       |
| 平成18年度末                                              | 91    | 91    | 用途別無線局数       | H18 用途・局種別無線局数       |
| 平成19年度末                                              | 95    | 93    | 用途別無線局数       | H19 用途・局種別無線局数       |
| 平成20年度末                                              | 84    | 83    | 用途別無線局数       | H20 用途・局種別無線局数       |
| 平成21年度末                                              | 75    | 74    | 用途別無線局数       | H21 用途・局種別無線局数       |
| 平成22年度末                                              | 65    | 64    | 用途別無線局数       | H22 用途・局種別無線局数       |
| 平成23年度末                                              | 58    | 57    | 用途別無線局数       | H23 用途・局種別無線局数       |
| 平成24年度末                                              | 48    | 46    | 用途別無線局数       | H24 用途・局種別無線局数       |
| 平成25年度末                                              | 46    | 44    | 用途別無線局数       | H25 用途・局種別無線局数       |
| 平成26年度末                                              | 47    | 44    | 用途別無線局数       | H26 用途・局種別無線局数       |
| 平成27年度末                                              | 74    | 74    | 用途別無線局数       | H27 用途・局種別無線局数       |
| 平成28年度末                                              | 384   | 383   | 用途別無線局数       | H28 用途・局種別無線局数       |
| 平成28年度末                                              | 623   | 621   | 用途別無線局数       | H28 用途・局種別無線局数       |
| 平成30年度末                                              | 765   | 764   | 用途別無線局数       | H30 用途・局種別無線局数       |
| 令和元年度末                                              | 1,218 | 1,216 | 用途別無線局数       | R01 用途・局種別無線局数       |
| 令和2年度末                                               | 1,417 | 1,415 | 用途別無線局数       | R02 用途・局種別無線局数       |
| 令和3年度末                                               | 1,300 | 1,297 | 用途別無線局数       | R03 用途・局種別無線局数       |
| 令和4年度末                                               | 1,456 | 1,453 | 用途別無線局数       | R04 用途・局種別無線局数       |
| 令和5年度末                                               | 1,471 | 1,469 | 用途別無線局数       | R05 用途・局種別無線局数       |
| 注 救難用以外は、海上水上運輸用またはスポーツ・レジャー用 |       |       |                      |                                |

電波利用料額
電波法別表第6第1項の「移動する無線局」が適用される。
| 年月                                | 料額  |
| ----------------------------------- | ----- |
| 1993年（平成5年）4月                | 600円 |
| 1997年（平成9年）10月               | 600円 |
| 2006年（平成18年）4月               | 600円 |
| 2008年（平成20年）10月              | 400円 |
| 2011年（平成23年）10月              | 500円 |
| 2014年（平成26年）10月              | 600円 |
| 2017年（平成29年）10月              | 600円 |
| 2019年（令和元年）10月              | 400円 |
| 2022年（令和4年）10月               | 400円 |
| 注 料額は減免措置を考慮していない。 |       |

## その他
非常時のみ使用する為、再免許を怠ることがあるが、これは不法無線局となるので注意を要する。